# Берег (артиллерийский комплекс)
А-222 «Берег» — советский и российский береговой самоходный артиллерийский комплекс (артиллерийская система береговой обороны) калибра 130 мм, предназначенный для поражения малых и средних надводных кораблей, в том числе быстроходных, со скоростью до 100 узлов (до 180 км/ч), на непосредственных подступах к побережью — в приливных зонах, островных и шхерных районах, а также для поражения наземных целей. Радиус обнаружения целей до 30 км, радиус поражения до 23 км.
К достоинствам самоходной артиллерийской установки относятся большой калибр, универсальность по целям и применяемым боеприпасам, возможность работы в любых режимах, вплоть до полностью автоматических, высокая скорострельность (до 12 выстрелов в минуту).

## История
Разработка самоходной артиллерийской установки (САУ) началась в ОКБ-2 (подразделение завода «Баррикады») в 1976 году, в 1980 году техническая документация на новый 130-мм береговой самоходный АК А-222 «Берег» была передана в производство.
В 1988 году был выпущен первый опытный образец артиллерийской установки, который был направлен на испытания.

## Состав
В состав комплекса «Берег» входят:
от четырёх до шести самоходных артиллерийских установок (САУ) калибра 130 мм, 
мобильный центральный пост с системой управления МР-195, а также 
одна-две машины обеспечения боевого дежурства, располагающие источниками энергии (два агрегата по 30 кВт), мини-столовой, различным вспомогательным оборудованием, и имеющие по одной 7,62-мм башенной пулемётной установке. 
Для всех машин в качестве базы используется автомобиль повышенной проходимости МАЗ-543М с колёсной формулой 8 × 8.
Вычислительная система (СУО) корректирует целеуказание САУ в автоматическом режиме.

## Применяемые выстрелы
| Номенклатура боеприпасов |                |                   |              |                    |                  |                                 |                                     |
| Индекс выстрела          | Индекс снаряда | Масса снаряда, кг | Масса ВВ, кг | Масса выстрела, кг | Марка взрывателя | Начальная скорость снаряда, м/с | Максимальная дальность стрельбы, км |
| Зенитные                 |                |                   |              |                    |                  |                                 |                                     |
| А3-УЗС-44                | А3-ЗС-44       | 33,4              | 3,56         | 52,8               | ДВМ-60М1         | 850                             | 23                                  |
| А3-УЗС-44Р               | А3-ЗС-44       | 33,4              | 3,56         | 52,8               | АР-32            | 850                             | 23                                  |
| Фугасные                 |                |                   |              |                    |                  |                                 |                                     |
| А3-УФ-44                 | А3-Ф-44        | 33,4              | 3,55         | 52,8               | 4МРМ             | 850                             | 23                                  |
| Учебные                  |                |                   |              |                    |                  |                                 |                                     |
| А3-УЧ-44                 | —              | —                 | —            | 54,1               | —                | —                               | —                                   |
| А3-УЖР-44                | —              | —                 | —            | 19,2               | —                | —                               | —                                   |

## На вооружении
- Россия — 36 единиц (оценочно) на 2016 год[4].